# Vrebac
Vrebac falu Horvátországban Lika-Zengg megyében. Közigazgatásilag Gospićhoz tartozik.

## Fekvése
Gospićtól légvonalban 11 km-re, közúton 14 km-re keletre a Likai karsztmező délkeleti szélén, az A1-es autópályától 2 km-re északra, a Likába ömlő Jadova-patak partján fekszik. A falu határának legnagyobb része síkság, de északkeleti része felnyúlik a Likai-középhegység lejtőire, a Vrebačka stazára, melynek legmagasabb pontja eléri az 1199 métert.

## Története
A falu területe már a történelem előtti időben lakott volt. A falu feletti "Gradina" nevű 607 méteres magaslaton egykor vár állt, melynek maradványai ma már nem találhatók. Ivan Kukuljević 19. századi rajzán egy kerek torony és két falgyűrű látható.
Vrebac a középkorban horvátok által lakott település volt. Katolikus templomának romjait 1834-ben Franz Julius Fras osztrák császári katonai topográfus még látta a "Crkvina" nevű helyen. Ugyancsak látta a romos állapotú vár maradványait is. A települést Lika nagy részével együtt 1527-ben foglalta el a török. 1577-ben neve szerepel a török által elfoglalt várak listáján. A török kiűzése (1689) után Bosznia területéről érkezett pravoszláv vlachokat telepítettek ide. A Legszentebb Istenanya tiszteletére szentelt szerb pravoszláv templomát 1867-ben építették, iskoláját 1869-ben alapították. 1857-ben 911 1910-ben 1145 lakosa volt. A trianoni békeszerződés előtt Lika-Korbava vármegye Gospići járásához tartozott. Ezt követően előbb a Szerb-Horvát-Szlovén Királyság, majd Jugoszlávia része lett. 1991-ben lakosainak 94 százaléka szerb nemzetiségű volt. 1991-ben szerb lakossága a Krajinai Szerb Köztársasághoz csatlakozott. A „Vihar” nevű hadművelet során 1995. augusztus 6-án a horvát hadsereg visszafoglalta a települést, melynek szerb lakói elmenekültek. A falunak 2011-ben 45 lakosa volt.

## Lakosság
| Lakosság változása | Lakosság változása | Lakosság változása | Lakosság változása | Lakosság változása | Lakosság változása | Lakosság változása | Lakosság változása | Lakosság változása | Lakosság változása | Lakosság változása | Lakosság változása | Lakosság változása | Lakosság változása | Lakosság változása | Lakosság változása |
| ------------------ | ------------------ | ------------------ | ------------------ | ------------------ | ------------------ | ------------------ | ------------------ | ------------------ | ------------------ | ------------------ | ------------------ | ------------------ | ------------------ | ------------------ | ------------------ |
| 1857               | 1869               | 1880               | 1890               | 1900               | 1910               | 1921               | 1931               | 1948               | 1953               | 1961               | 1971               | 1981               | 1991               | 2001               | 2011               |
| 911                | 1.013              | 1.007              | 1.187              | 1.290              | 1.145              | 1.084              | 1.086              | 666                | 598                | 533                | 448                | 326                | 223                | 19                 | 45                 |

## Nevezetességei
- Középkori várából, amely a 607 méteres Gradina nevű magaslaton állt mára semmi sem maradt.
- A Legszentebb Istenanya tiszteletére szentelt szerb pravoszláv templomát 1867-ben építették, a második világháború után lebontották. Parókiájához a szomszédos Zavođe és Pavlovac falvak tartoznak.